# خوسيه أرتور سييرا
خوسيه أرتور سييرا (بالإسبانية: José Arturo Sierra González)‏ هو قاضي ومحامي غواتيمالي، ولد في 19 مارس 1943 في إدارة البروغريسو في غواتيمالا، وتوفي في 26 يناير 2018 في غواتيمالا في غواتيمالا.